# Колобжег (станция)
Колобжег  (пол. Kołobrzeg) — пассажирская и грузовая железнодорожная станция в городе Колобжег, в Западно-Поморском воеводстве Польши. Имеет 2 платформы и 4 пути. Относится по классификации к категории C, т.е. обслуживает от 300 тысяч до 1 миллиона пассажиров ежегодно.
Станция построена на железнодорожной линии Колобжег — Бялогард в 1859 году, когда город Колобжег (нем. Kolberg, Кольберг) был в составе Королевства Пруссия. В 1882 году эта линия была продлена в направлении Щецина. В 1889 году была построена вторая линия Колобжег — Кошалин.
Капитальный ремонт вокзала был проведен в 2010 году.